# Abarth
Abarth é uma fabricante italiana de automóveis, fundada pelo engenheiro ítalo-austríaco Carlo Abarth e pelos cofundadores Guido Scagliarini e Armando Scagliarini em 1949. Atualmente, é subsidiária da Stellantis Italy, parte da Stellantis.
Nascida como uma equipe esportiva, focada na produção de automóveis esportivos de pequenos motores teve o seu sucesso sobretudo aos silenciadores homônimos, produzidos para a afinação de diversos automóveis por fabricantes, como a FIAT, Alfa Romeo, Lancia, SIMCA, Autobianchi e Porsche. Sua logomarca é um escudo estilizado com um escorpião num fundo amarelo e vermelho.
Depois de ser controlada pela Fiat Chrysler Automobiles, a empresa passa a ser detida pelo grupo Stellantis. Relançada a partir de 2007, a empresa dedica-se à produção e comercialização de versões esportivas e de tuning de automóveis FIAT.

## História

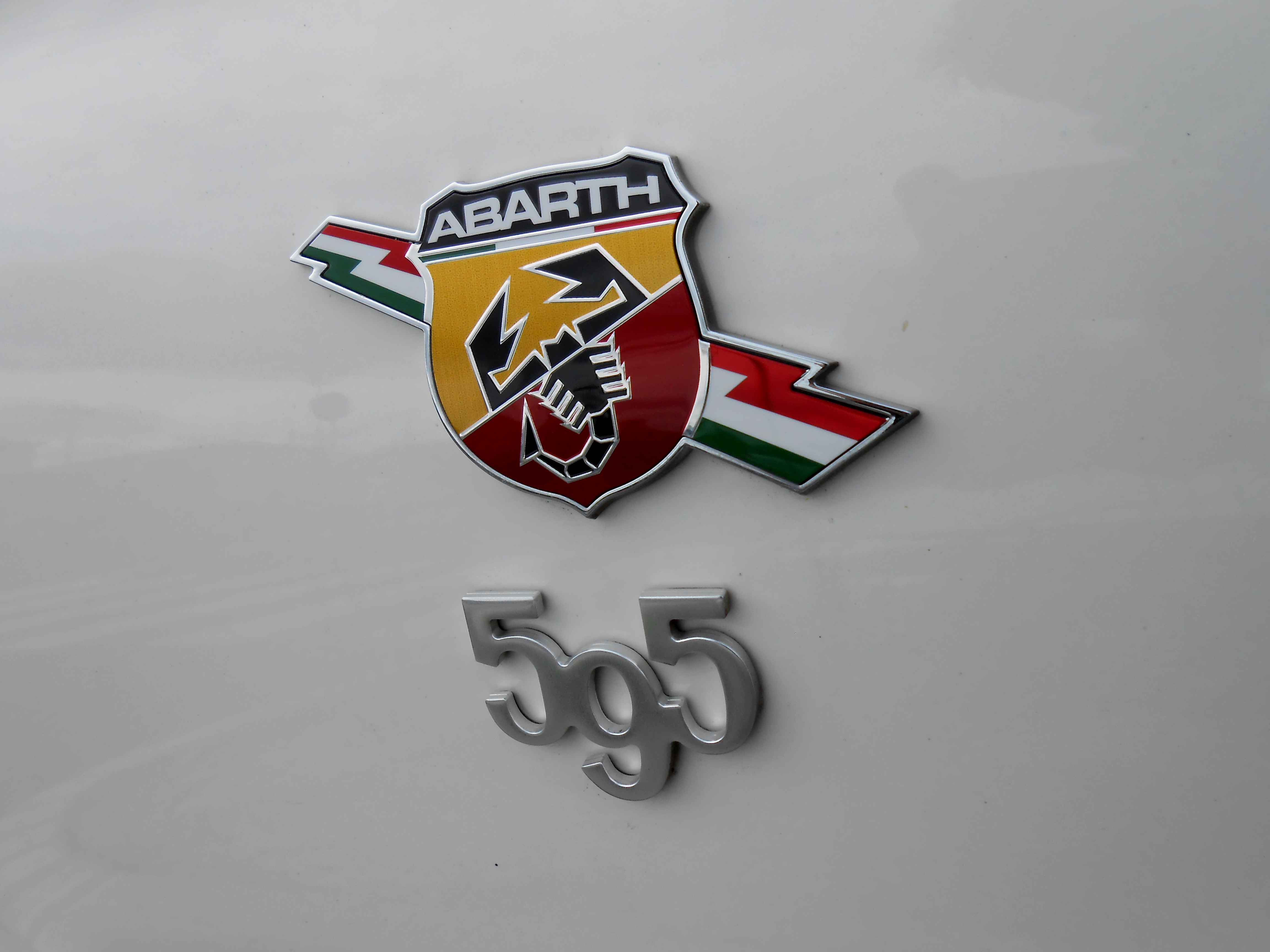
Logo da Abarth no modelo 595

### O início (1949-1950)
Após a Segunda Guerra Mundial, surgiu a fábrica de automóveis Cisitalia, em Turim (em italiano Torino), aproveitando-se da experiência de um jovem engenheiro de computação, cujo nome era Carlo Abarth, emprestado diretamente da empresa de motocicletas Motor Thun, onde também se deu a conhecer como piloto. A partir disto foi o jovem Abarth e seu sócio Guido Scagliarini que fundaram a Abarth & C. em Bolonha em 1949, com a tradição de muitas fabricantes de automóveis da época, adotando-o seu nome principal a fábrica. O logotipo inicial e permanente seria um escorpião, o signo do zodíaco do Sr. Abarth e Scagliarini, que permanece sendo a logo da empresa até aos dias atuais.

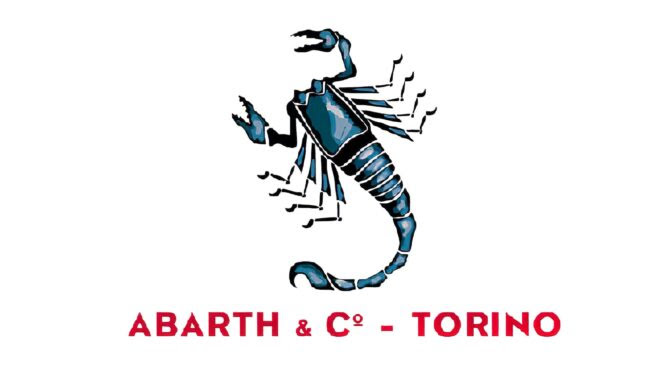
Logo usado até 1954

Os primeiros carros construídos foram Cisitalias - que na época estavam em liquidação judicial - vendidos por Piero Dusio a Carlo Abarth, como pagamento por sua colaboração com a Cisitalia. A Cisitalia manteve os seus 20 funcionários e a sede na Via Trecate 10 em Turim (Torino em italiano).

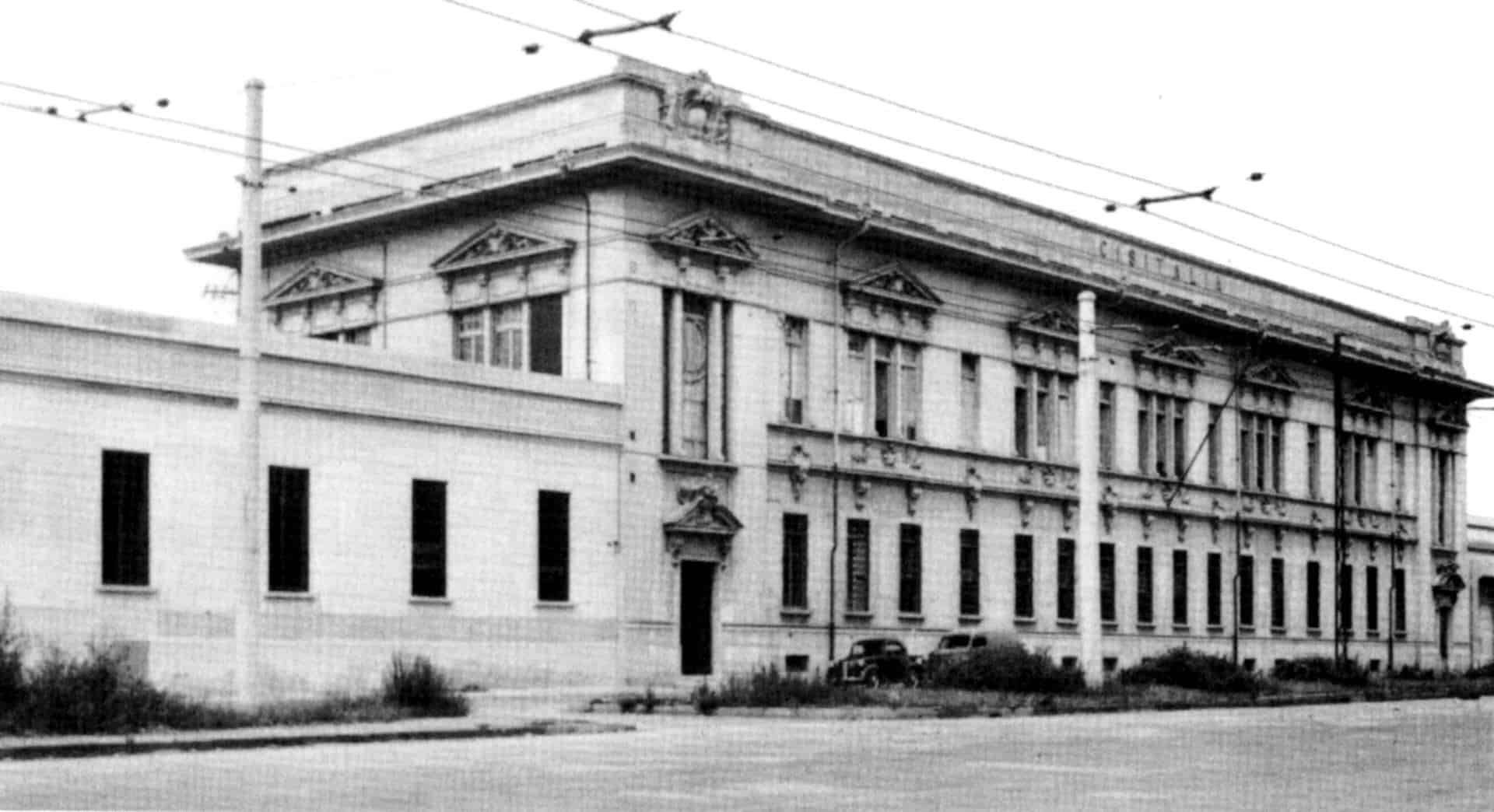
Acima, a fábrica da Cisitalia

O Spider Cisitalia-Abarth 204A modelo comprado por Abarth de Dusio obteve bons e importantes resultados em algumas corridas, mas foi na subida da colina Palermo-Montepellegrino de 1950 que alcançou o seu maior prestígio, vencendo-a. A Abarth então, chega às manchetes pela vitória na categoria, conquistada pelo piloto Tazio Novolari que disputou essa corrida, sendo também a última de sua carreira.
Nos anos 1960, a Abarth começou a ganhar sucesso na categoria de hillclimbing e Corrida de Carro Esportivo, majoritariamente em veículos com motores de 850 cc até 2000 cc de cilindrada, rivalizando com o Porsche 904 e o Ferrari Dino. Hans Herrmann foi o piloto de serviço da marca desde 1962 até 1965 que venceu os 500 km de Nürburgring em 1963, juntamente com Teddy Pilette.
Pouco tempo depois, Carlo Abarth prometeu a Johann Abt que o autorizava a testar carros novos vindos de fábrica gratuitamente, se este vencesse todas as provas em que a Abarth entrara - Abt quase conseguiu, vencendo 29 das 30 provas realizadas no total, ficando na ultima prova em 2º lugar. Mais tarde, Abt fundou Abt Sportsline.
Para além das provas desportivas que a Abarth concorrera, a Abarth também começou a produzir escapes de alta performance. Mais tarde, a Abarth diversificou a sua produção em vários kits de tuning para carros afectos ao transporte de passageiros, maioritariamente da marca Fiat. Um escape de corrida foi produzido pelos modelos de Lambretta "D" e "LD". Os escapes originais Abarth LD são agora itens de colecionador de alto valor. Réplicas estão disponíveis que carregam o nome de Abarth. Lambretta também continha diversas motocicletas com motores de 125 cc de cilindrada durante os anos 1950, graças parcialmente ao escape que Abarth desenvolveu para elas. A marca Abarth também foi associada na produção de carros desportivos e de competição com a Porsche e a Simca.

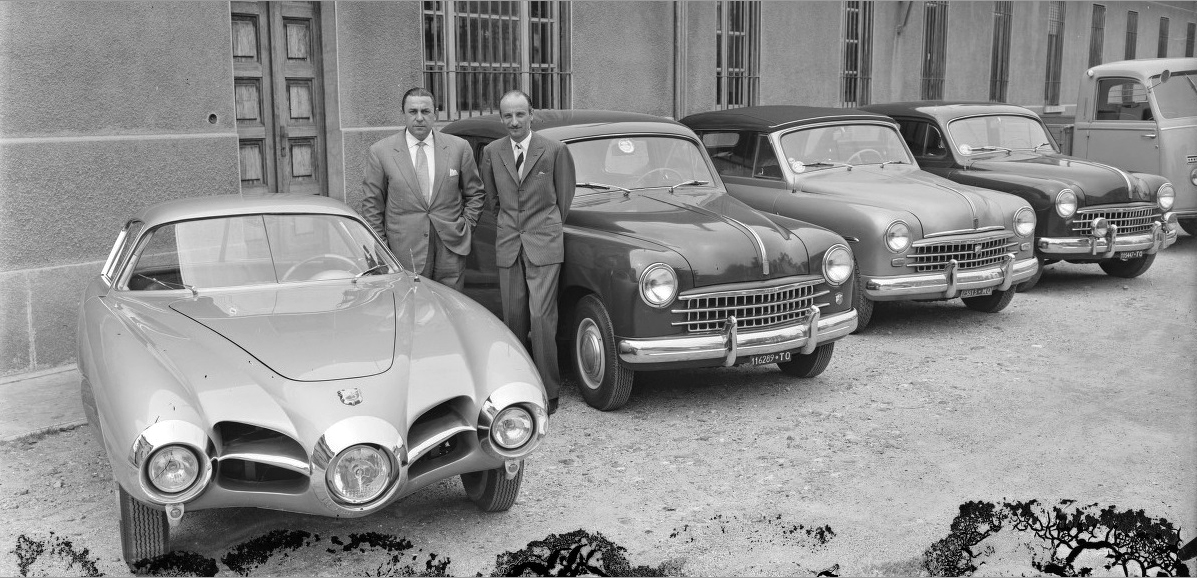
O Abarth 1500 Coupé/Biposto de 1952 projetado por Bertone, junto de Carlo Abarth e Carlo Scagliarini.

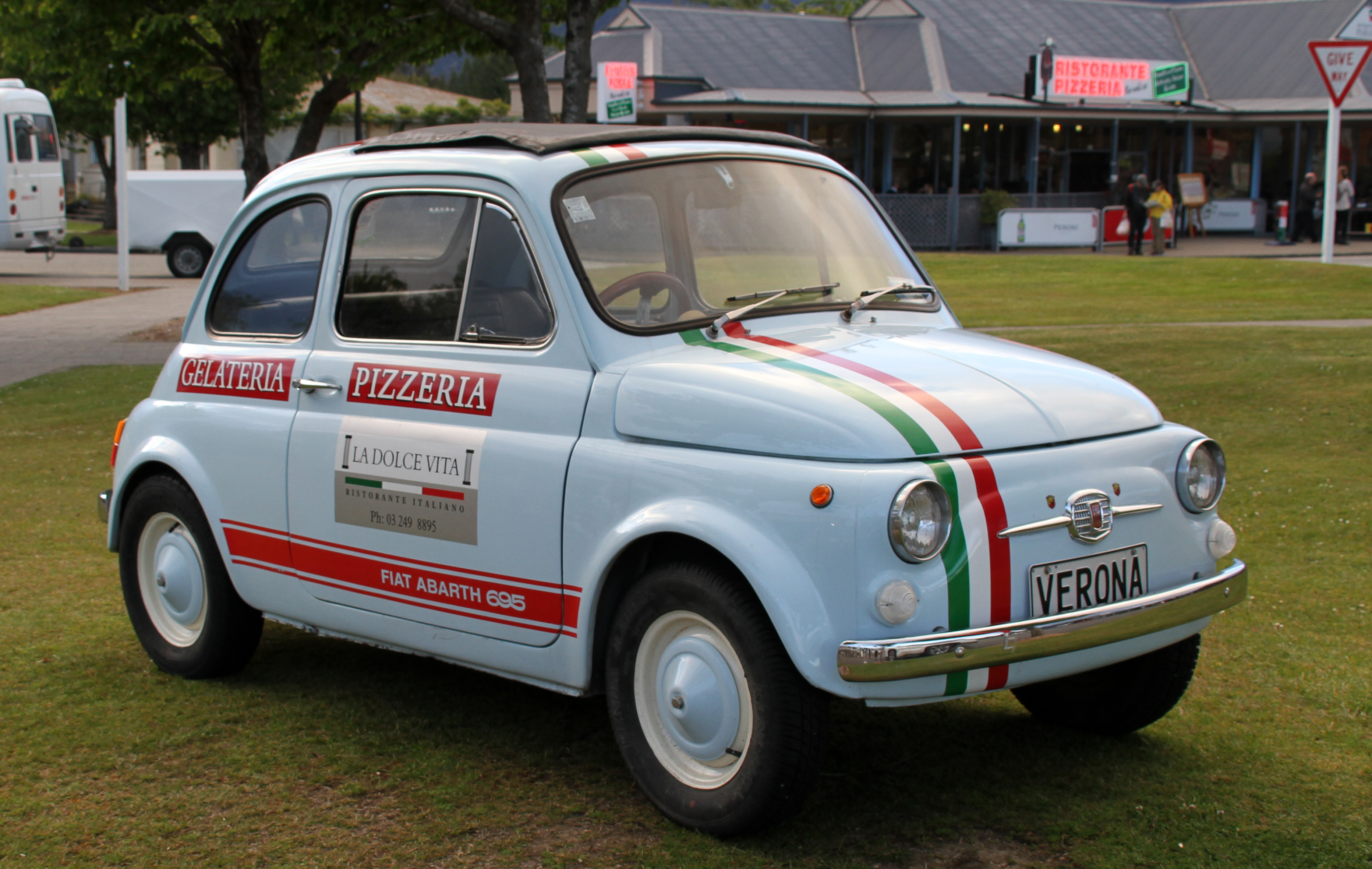
Fiat 500 Abarth

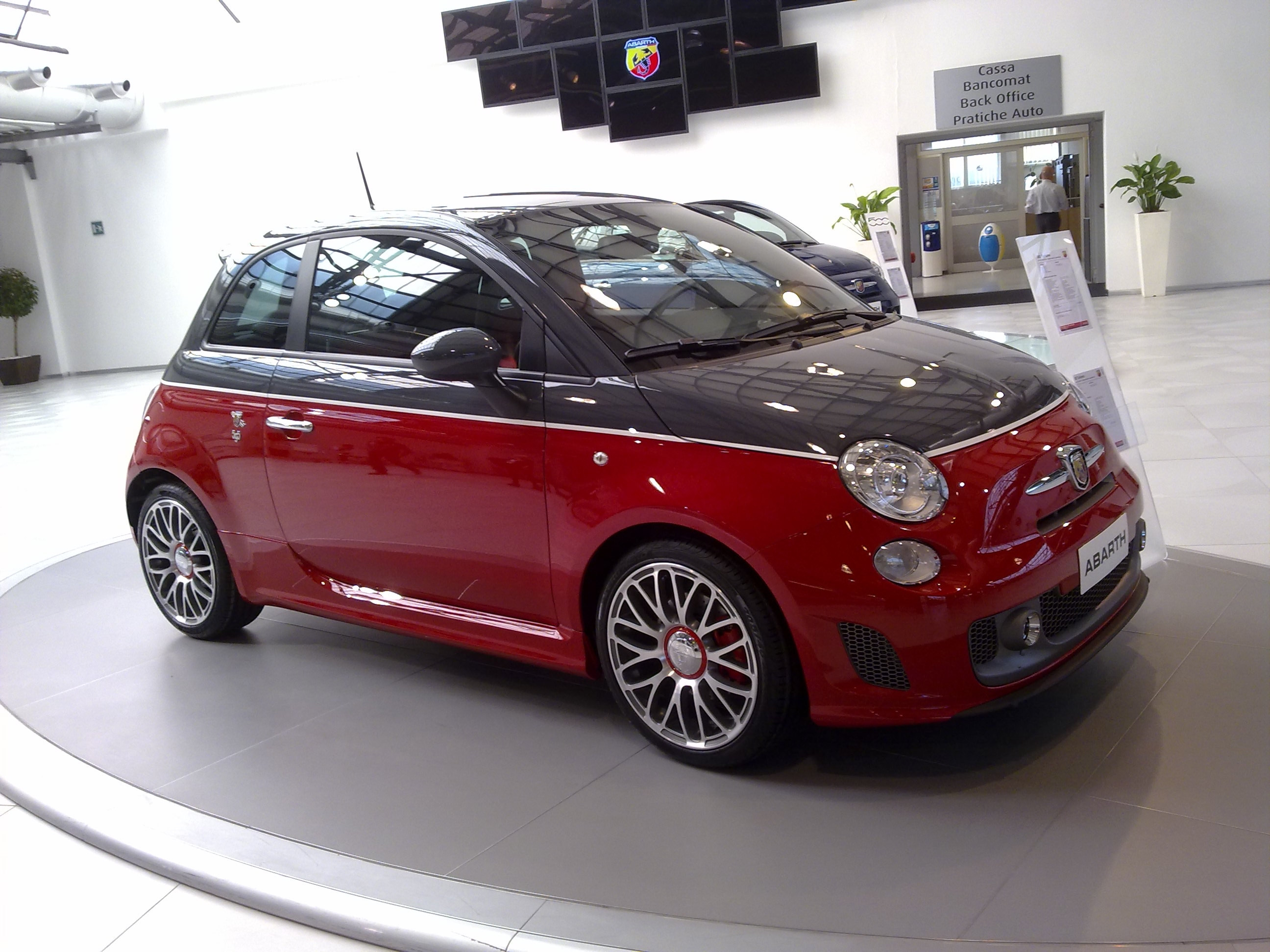
Fiat 595 Abarth Turismo

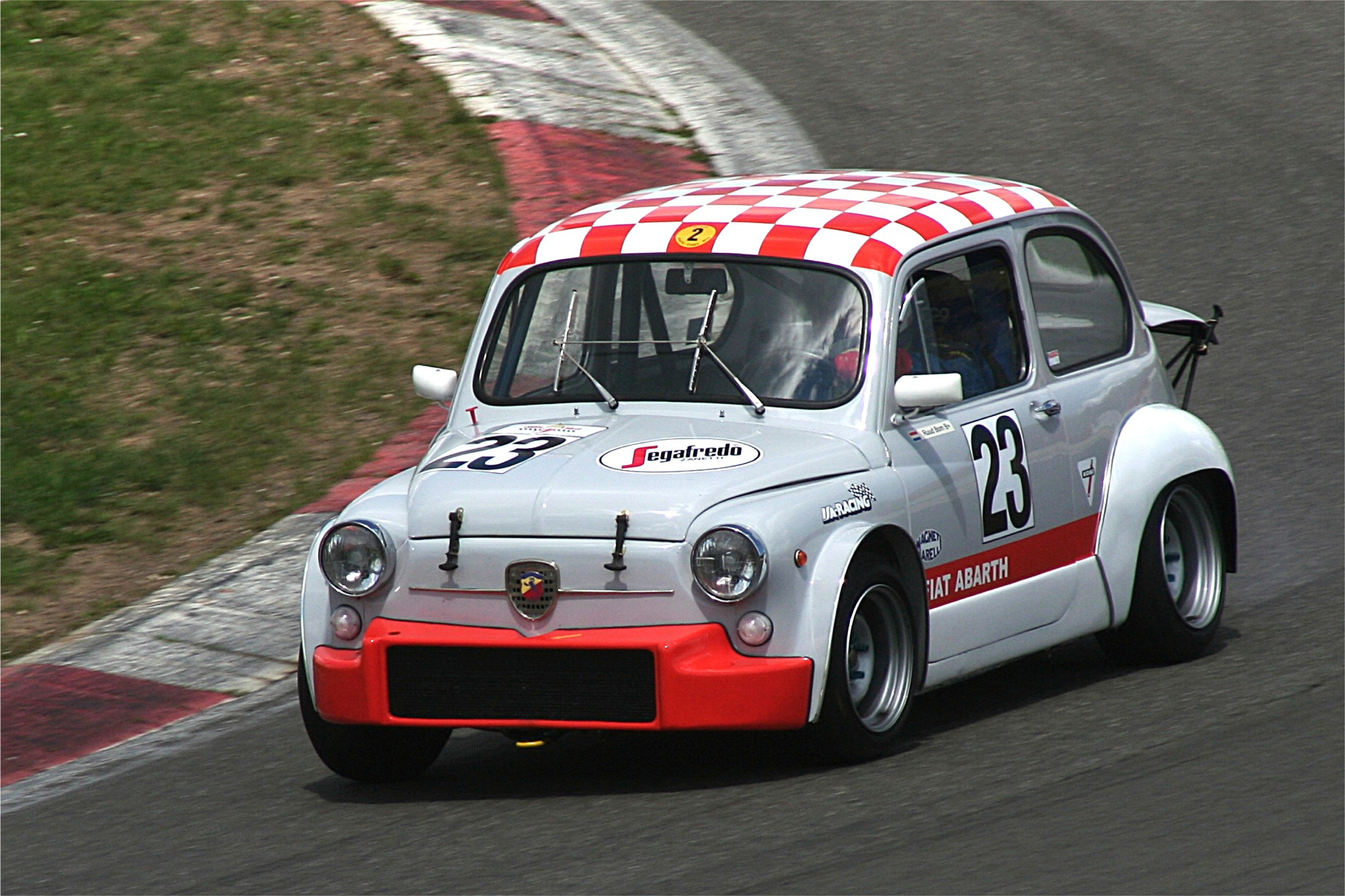
Fiat Abarth 1000 TC

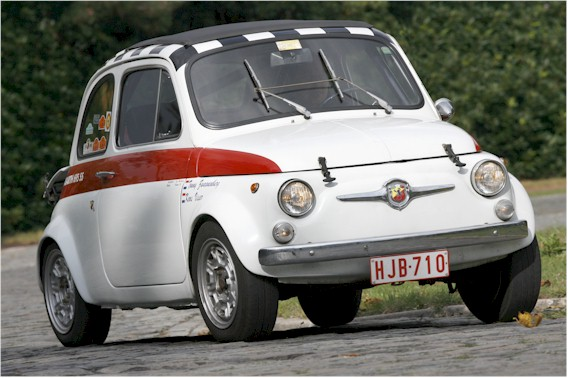
Fiat Abarth 695

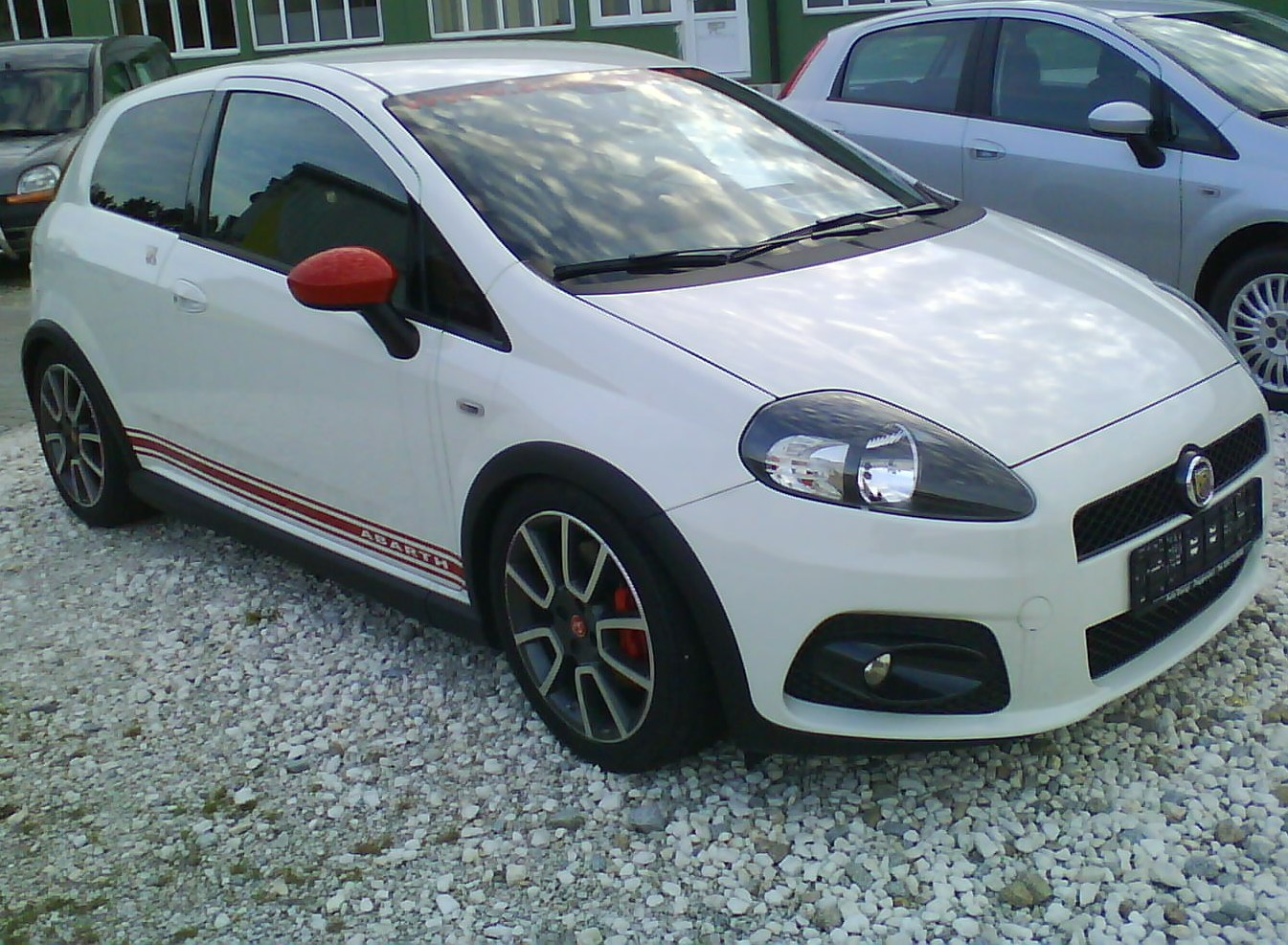
Fiat Grande Punto Abarth

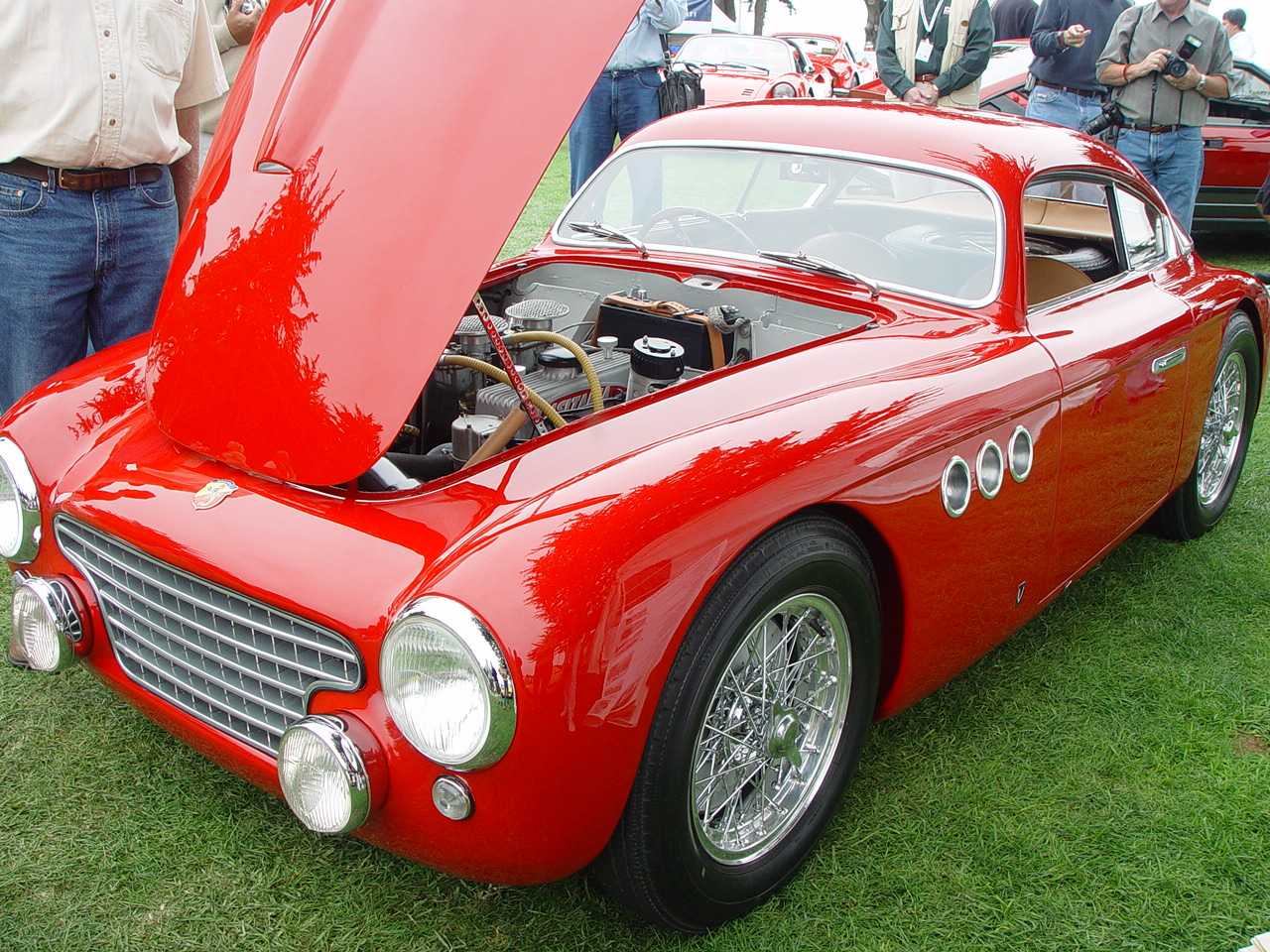
Cisitalia Abarth 205A Berlinetta Vignale 1950

Em 1971 a Abarth foi comprada pela Fiat, e a sua equipe por Enzo Osella. A Abarth tornou-se um departamento particular de competição desportiva da Fiat, gerida pelo famoso engenheiro designer Aurelio Lampredi. Alguns modelos construidos pela Fiat foram utilizados pela Lancia e Autobianchi com a colaboração da Abarth, o mais famoso deles foi o Autobianchi A112 Abarth.

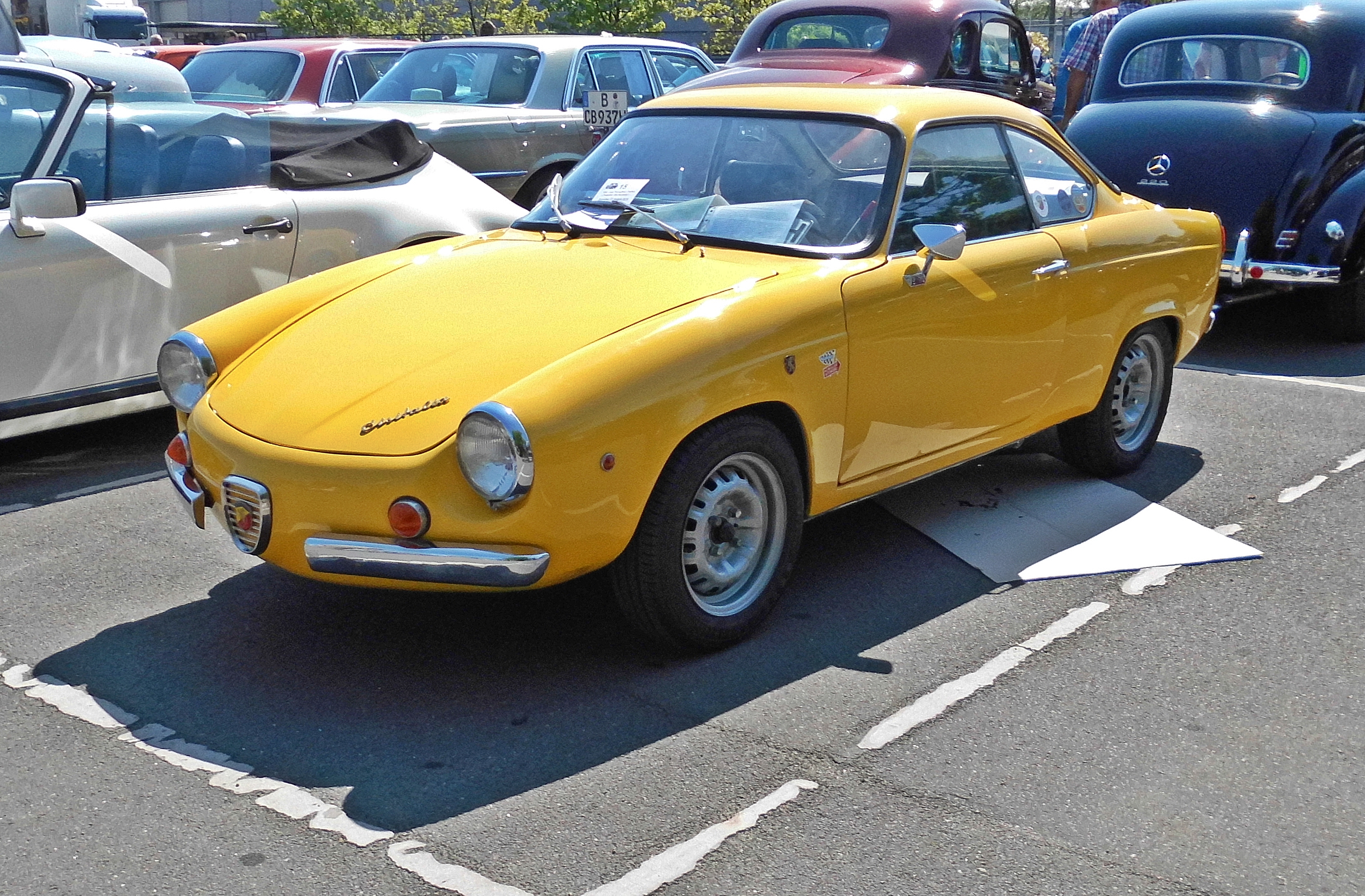
Fiat Abarth 1000 Scorpione Coupé Allemano 1962.

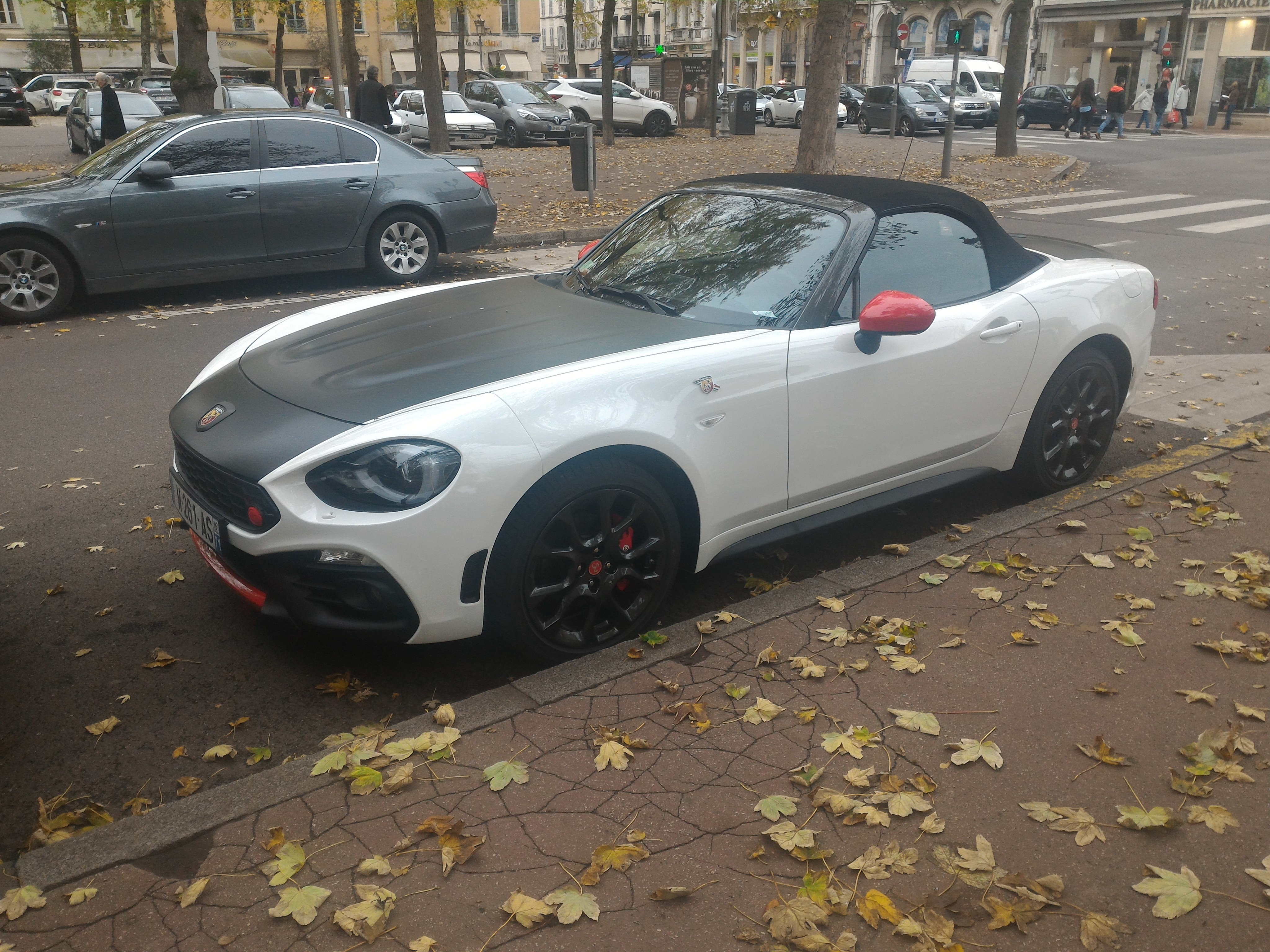
Fiat 124 Abarth.

### No Brasil
Em março de 2022, a Stellantis anunciou a marca no mercado automotivo brasileiro escolhendo como base o Fiat Pulse, seu primeiro utilitário esportivo nacional, lançado em outubro do ano anterior. O exterior do modelo foi revelado na abertura do reality show Big Brother Brasil 2022. Em agosto, ainda sem ter detalhes revelados, desfilou como carro-madrinha de provas de Fórmula 4 no autódromo de Interlagos. Totalmente desenvolvido no Brasil, foi lançado em novembro de 2022.

## Títulos

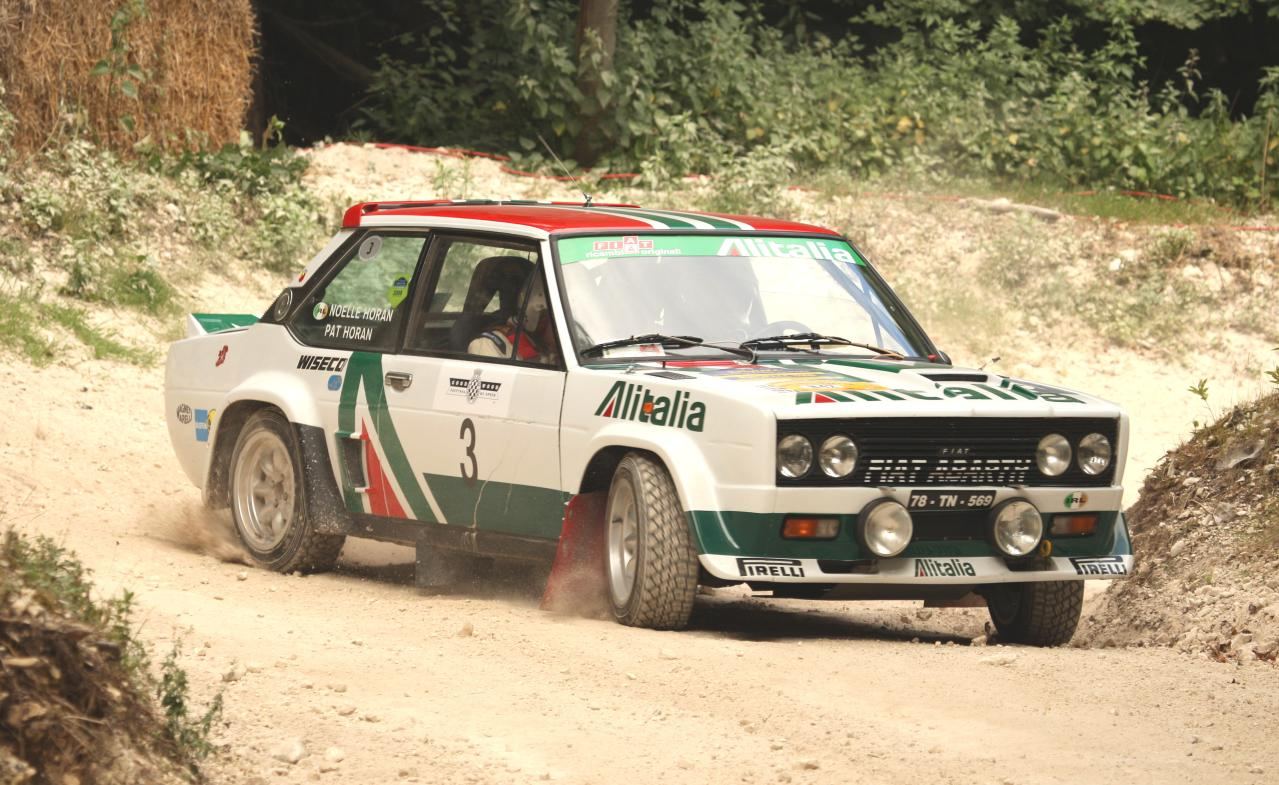
Acima o Fiat 131 Abarth Rali Responsável pelas 3 Conquistas Mundiais.

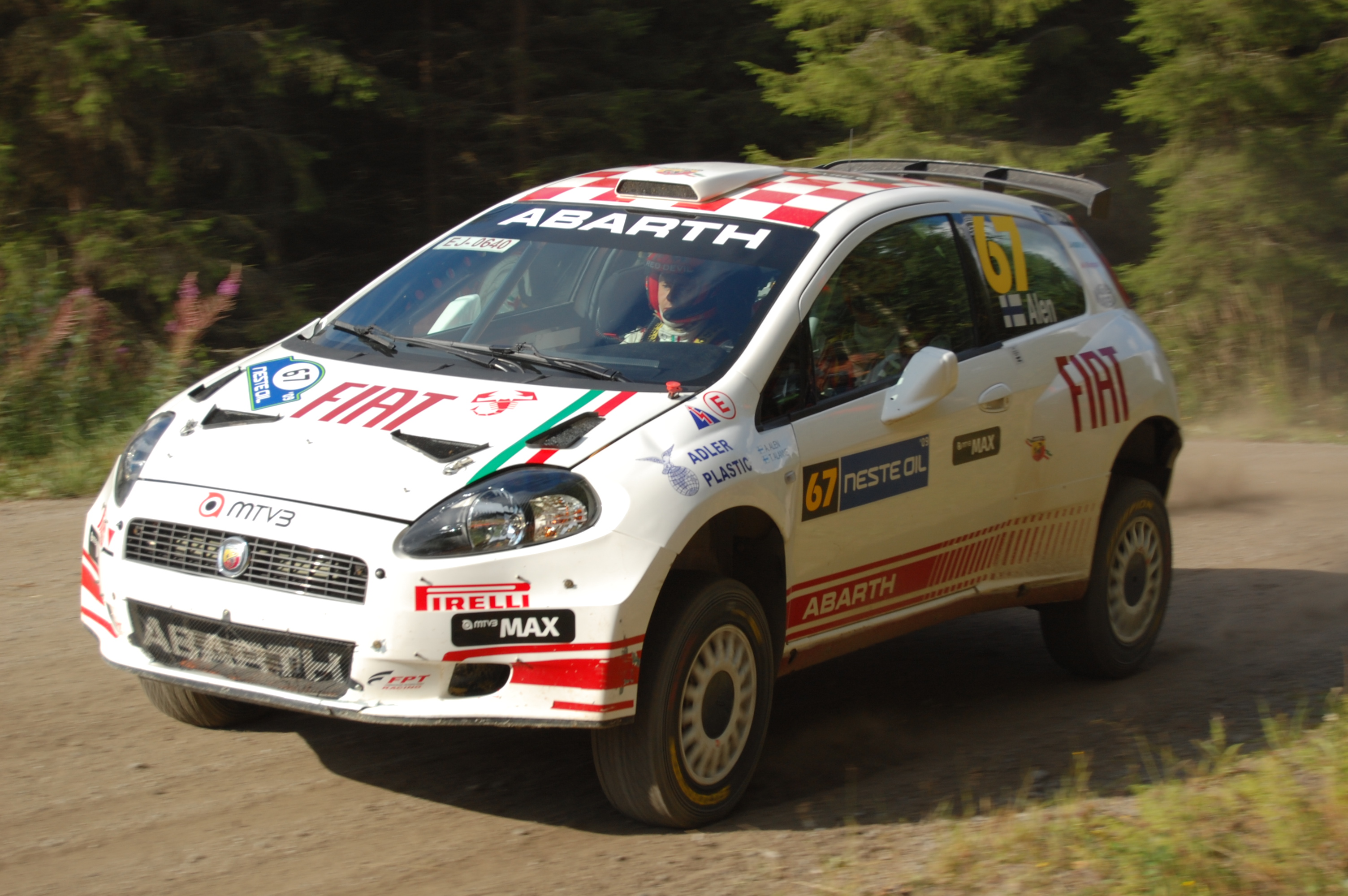
Acima o Abarth Grande Punto S2000 Rali, pilotado por Giandomenico Basso para a conquista do 8° Campeonato Italiano de Rali em (2007).

- 3 Campeonatos Mundiais de Rali conquistados em 1977, 1978 e 1980 com o (Fiat 131 Abarth Rali)

- 1 Campeonato Mundial de Pilotos de Rali conquistado por Walter Röhrl em (1980)
- 1 Copa FIA para Pilotos de Rally conquistado por Markku Alén em (1978)
- 7 Campeonatos Europeus de Rali conquistados por Raffaele Pinto em (1972), Maurizio Verini em (1975), Adartico Vudafieri em (1981), Giandomenico Basso em (2006 e 2009) e Luca Rossetti em (2010 e 2011).
- 8 Campeonatos Italianos de Rali conquistados por Alcide Paganelli em (1970), Maurizio Verini em (1974), Roberto Cambiaghi em (1975), Adartico Vudafieri em (1980), Paolo Fabbri em (1984), Paolo Andreucci em (2003 e 2006) e Giandomenico Basso em (2007).

- 7 Taças Mitropa de Rali conquistados por Raffaele Pinto em (1972), Vanni Tacchini em (1975), Vanni Fusaro em (1978), "Lucky" em (1979), Mario Aldo Pasetti em (1981), Franco Corradin em (1982) e Franco Ceccato em (1983).
- 6 Campeonatos Internacionais de Carros GT conquistados em (1960, 1961, 1962, 1963, 1964 e 1965)
- 2 Campeonatos Internacionais de Carros Esportivos conquistados em (1966 e 1967).
- 6 Campeonatos Mundiais de desportivos conquistados em (1962, 1963, 1964, 1965, 1966 e 1967).
- 5 Campeonatos Europeus de Carros de Turismo conquistados em (1965, 1966, 1967, 1969, e 1970).
- 1 Campeonato Europeu de Protótipos Esportivos conquistado por Arturo Merzario em (1972).
- 1 Desafio Intercontinental de Rali conquistado por Giandomenico Basso em (2006).
- 3 Taças R-GT conquistadas por Raphaël Astier em (2018), Enrico Brazzoli em (2019), e Andrea Mabellini em (2020).

## Modelos

### Modelos fabricados (1948-2021)
- Abarth Cisitalia 204A Spider Corsa (1948-1950)
- Abarth 205A Vignale Berlinetta (1950)
- Abarth 1500 Biposto Bertone (1952)
- Ferrari-Abarth 166 MM/53 (1953)
- Abarth 1100 Sport Ghia Coupé (1953)
- Alfa Romeo 2000 Abarth Ghia (1954)
- Abarth 208A Spider Boano (1954)
- Abarth 209A Boano Coupe (1955)
- Abarth 210A Spider Boano (1955)
- Fiat-Abarth 750 (1955-1969)
- Abarth 207A Boano Spider (1955)
- Fiat-Abarth 700/750/850/1000 GT Zagato (1956-1960)
- Fiat Abarth 750 Record (Bertone) (1956)
- Abarth 215A Coupe (Bertone) (1956)
- Fiat-Abarth 750 Coupe Viotti (1956)
- Fiat Abarth 750 VIGNALE "GOCCIA (1957)
- Abarth-Alfa Romeo 1100 Monoposto Record Pininfarina (1957)
- Fiat Abarth 500 (1957-1963)
- Abarth-Alfa Romeo 1100 GT (Bertone) (1958)
- Abarth 500 Record Pininfarina (1958)

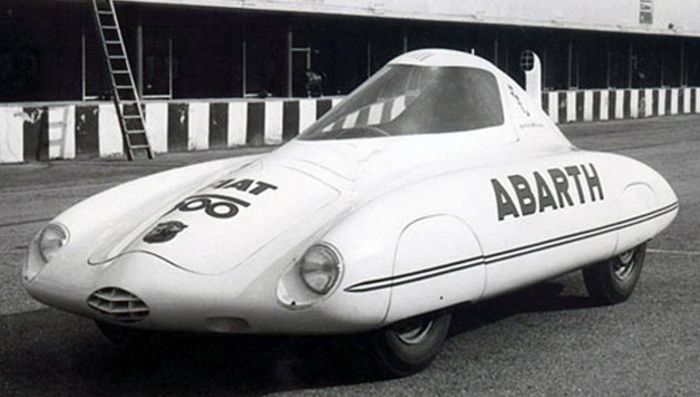
Acima o curioso modelo fabricado pela Pininfarina em conjunto com a Abarth o Abarth 500 Record Pininfarina.

- Abarth 850 Coupe Scorpione (Allemano) (1959)
- Abarth-Alfa Romeo 1300 Berlinetta (1959)
- Abarth 1600/2200/2400 (1959-1962)
- Porsche 356B GTL Abarth (1960)
- Abarth 1000 Record Pininfarina (1960)
- Fiat-Abarth 850 TC (1960-1966)
- Fiat-Abarth 700 Spider (1961)
- Abarth 700S Spider Tubolare (1961)
- Abarth-Simca 1300 Bialbero (1962-1965)
- Fiat-Abarth Monomille GT (1963)
- Simca Abarth 2000 (1963-1964)
- Fiat-Abarth 595 (1963-1971)
- Simca Abarth 1150 (1963-1965)
- Fiat-Abarth 695 (1964-1971)
- Fiat-Abarth 1000 Berlina (1964)
- Abarth 1000 Spider (Pininfarina) (1964)
- Fiat Abarth OT 1600 (1964)
- Abarth SE 08 (1964)
- Abarth 1300 OT (1965)
- Abarth 1000 Monoposto Record (1965)
- Abarth 2000 Monoposto Record (1965)
- Abarth OT 1000 Coupe Speciale (Pininfarina) (1965)
- Fiat-Abarth 1000 OT Coupe (1965-1971)
- Fiat-Abarth 1000SP (1966)
- Abarth 1600 OT Spyder (1966)
- Abarth 2000 OT (1966)
- Abarth Scorpione 1300 (1967-1971)
- Abarth T140 (1967)
- Abarth 2000 SP (1968)
- Abarth 2000 Cuneo (1968)
- Fiat Abarth 2000 Sport Tipo SE 010 (1968)
- Fiat-Abarth 1300 OT Coupe (1968-1971)
- Abarth 2000 Pininfarina Scorpione (1969)
- Abarth 1600 Coupe (Italdesign) (1969)
- Autobianchi A112 Abarth (1971-1985)
- Fiat 124 Abarth Rali (1972-1975)
- Fiat Abarth X19 Prototipo (1973-1974)
- Abarth-Osella PA1 (1973)
- Abarth SE 027 (1974)
- Fiat Abarth SE 030 (1974)
- Fiat Abarth SE 031 (1975)
- Fiat Abarth SE 035 (1979)
- Fiat 131 Abarth Rali (1976-1978)
- Fiat Ritmo 125 TC Abarth (1979-1988)
- Fiat 131 volumetrico Abarth (1981)
- Lancia Rali 037 (1982-1983)
- Fiat Ritmo 130 TC Abarth (1983-1988)
- Stola Abarth Monotipo 98 (1998)
- EID Abarth Scorpion (2011)
- Abarth 1000 SP (2021)

### Outros monopostos
- Abarth SE 025 (1972-1979)
- Abarth SE 033 (1980-1986)
- TATUUS FA010 (2010-2013)
- TATUUS F4-T014 (2014)

### Modelos fora de produção
- Fiat Stilo Abarth (2001-2010)
- Abarth Grande Punto (2007-2010)
- Abarth 500 (2008-2015)
- Abarth Punto Evo (2012-2014)
- Abarth 124 Spider (2016-2019)

### Séries especiais
- Abarth 500 Edição de Abertura 200 exemplares (2018)
- Abarth Zerocento 100 exemplares (2009)
- Abarth 695 Tributo Ferrari 1696 exemplares (2010)
- Abarth 500 Cabrio Itália 150 exemplares (2011)
- Abarth Grande Punto Scorpione 199 exemplares (2011)
- Abarth 695 Edição Maserati 480 exemplares (2012)
- Abarth 595 50° Aniversário 390 exemplares (2013)
- Abarth 124 Spider Edição 2016 2500 exemplares (2016)
- Abarth 695 XSR Edição Yamaha 1390 exemplares (2017)
- Abarth 695 Rivale 175 Aniversário 350 exemplares (2017)
- Abarth 695 70° Aniversário 1949 exemplares (2019)
- Abarth 595 Escorpião de Puro 2000 exemplares (2020)

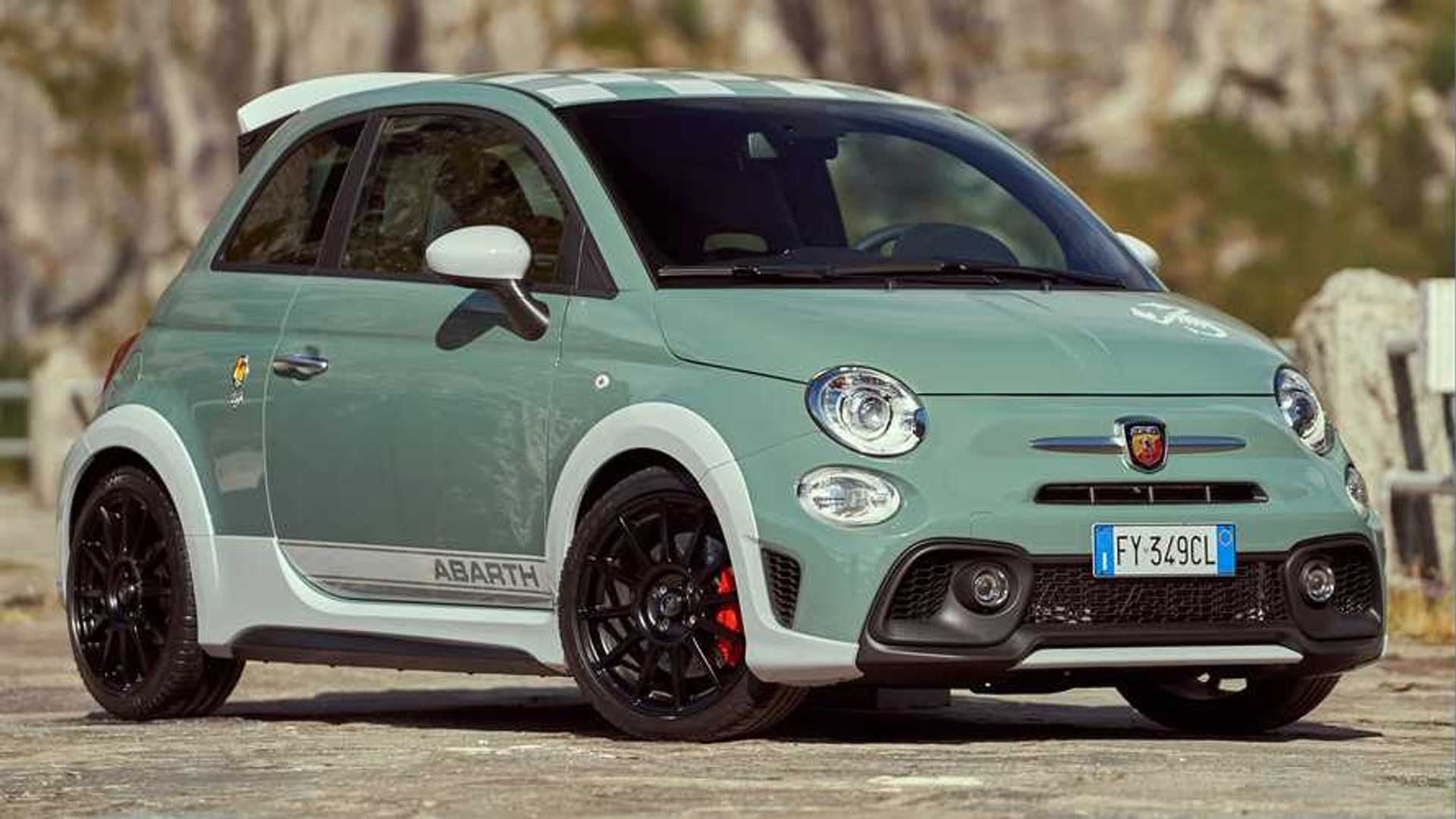
Acima o Abarth 695 edição de 70° Aniversário

### Modelos atuais
- Abarth 695 70° Aniversário

- Abarth 595 595, 595 165hp, 595 Turismo, 595 Competizione, 595 Essesse, 595 Scorpioneoro, 595 Monster Energy Yamaha
- Abarth 124 Spider
- Abarth 500 & 500C
- Pulse Abarth
- Fastback Abarth

## Curiosidades

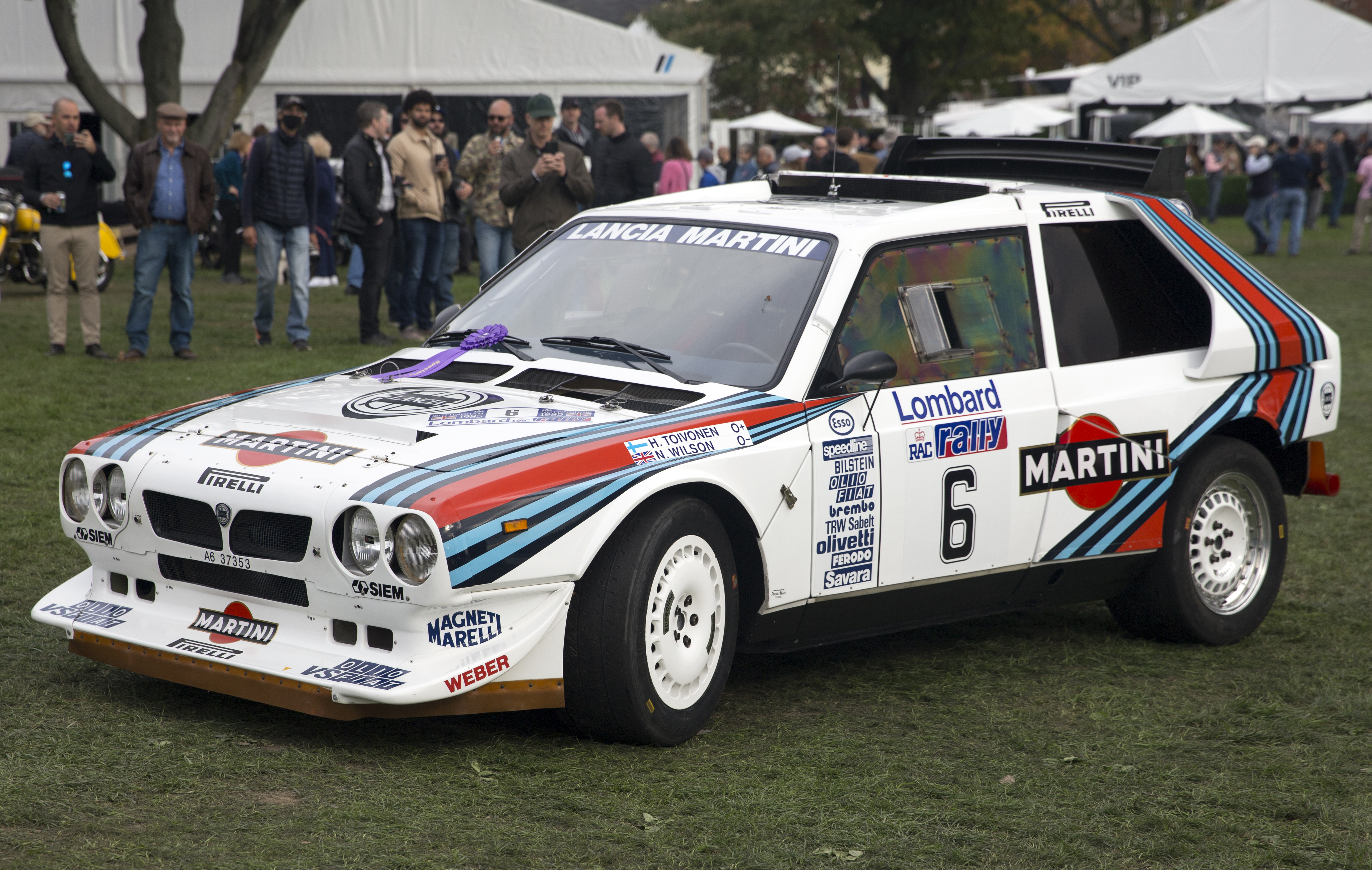
Acima um Delta S4 desenvolvido pela Lancia em conjunto com a Abarth.

- As versões especiais dos modelos Abarth sempre se distinguiram entre o (Sport) e o (SuperSport). As diferenças entre as duas versões sempre foram mais mecânicas do que estéticas, uma tradição que continua até hoje para os novos modelos baseados ao grupo FIAT
- Johann Abt,[13] fundador da famosa empresa de tuning de carros Abt Sportsline, correu pela equipe Abarth na década de 1960, vencendo 29 corridas das 30 que participou na primeira temporada;
- O Delta S4, desenvolvido pela Lancia mas com estreita colaboração com a Abarth (desenvolvedora dos compressores), foi o primeiro carro da empresa a ter montado um turbocompressor e um compressor volumétrico, aumentando significativamente a potência do automóvel;

- O Abarth 695 Biposto foi o primeiro automóvel do mundo aprovado contendo uma caixa de velocidades de embreagem;

## Arquivos

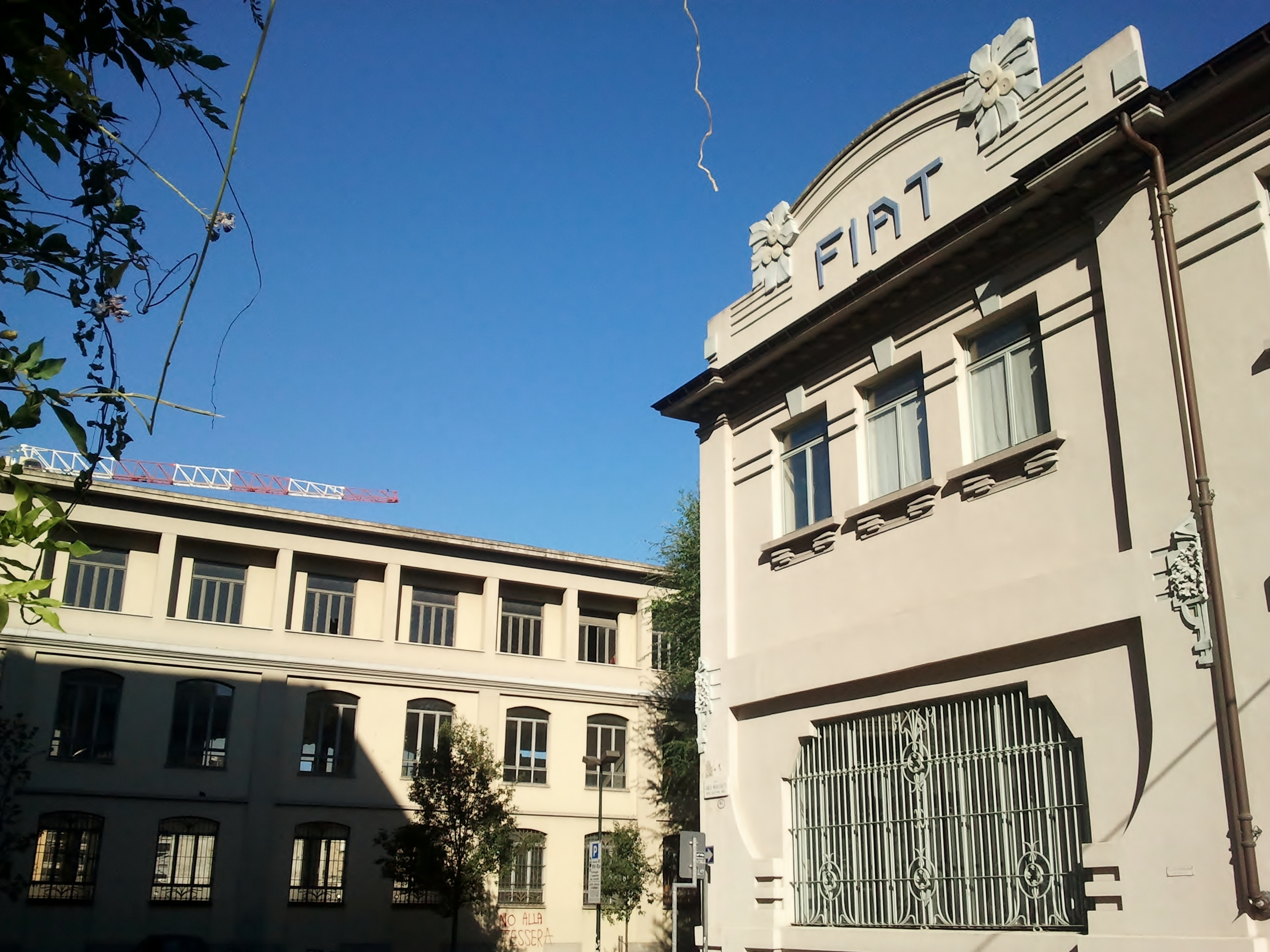
O Centro Histórico Fiat.

Os arquivos da fabricante encontra-se no Centro Histórico Fiat em Turim, na coleção Abarth, (Contendo dados cronológicos de 1930-1970).